# Нанка Олександр Володимирович
Нанка Олександр Володимирович (нар. 13 березня 1961) - кандидат технічних наук, професор, академік Української національної академії наук екологічних технологій, професор кафедри сільськогосподарських машин та інженерії тваринництва Державного біотехнологічного університету.

## Біографія
Олександр Нанка народився 13 березня 1961 року в с. Недригайлів, Сумської області.
Після закінчення у 1978 році Недригайлівську середню школу вступив до Харківського інституту механізації і електрифікації сільського господарства, де навчався до 1983 року.
З 1983 року Олександр Володимирович працює асистентом кафедри механізації тваринницьких ферм.
У 1993 році захистив кандидатську дисертацію «Розробка пристрою для транспортування гички кормових буряків в кузов транспортного засобу».
З 1994 року працював на посаді доцента кафедри технічних систем і технологій в тваринництві ім. Б. П. Шабельника.
З 1995 року призначений на посаду заступника декана факультету заочного навчання.
У 1999 році Олександру Нанці було присвоєно вчене звання доцента кафедри механізації тваринницьких ферм.
У серпні 2003 року Олександр Володимирович обраний академіком Української національної академії наук екологічних технологій.
У 2006 році працював на посаді декана факультету заочного навчання.
З 2010 року Олександр Володимирович працював директором навчально-наукового інституту дистанційного і заочного навчання Харківського національного технічного університету сільського господарства імені Петра Василенка.
З 2013 року працював на посаді професора кафедри технічних систем і технологій тваринництва ім. Б. П. Шабельника; зарахований до очної докторантури Харківського національного технічного університету сільського господарства імені Петра Василенка.
З жовтня 2016 року Олександр Нанка був обраний і призначений ректором Харківського національного технічного університету сільського господарства імені Петра Василенка.
У 2016 році Олександр Володимирович обраний членом Польської академії наук.
У 2017 році дійсний член Інженерної академії України.
У  2019 році присвоєно вчене звання професора.
У жовтні 2021 року був звільнений з посади ректора у зв'язку із закінченням контракту, а з листопада 2021 по теперішній час працює на посаді професора кафедри сільськогосподарських машин та інженерії тваринництва Державного біотехнологічного університету.

## Праці
Олександр Володимирович автор понад 150 наукових публікацій, в тому числі 14 підручників та навчальних посібників, а також 24-х винаховід і патентів.
Наукові дослідження: машиновикористання в тваринництві.
Основні праці:
- Механізація тваринницьких ферм: навчальний посібник для вищих навчальних закладів. Харків, 2002. 204  с. (співавтор)
- Проектування технологій і технічних засобів для тваринництва: навчальний  посібник. Харків, 2009. 428 с. (співавтор)
- Научные основы процессов обработки почвы в системе рационального возделывания зерновых и овощных культур: монография. Харьков: Планета-Принт, 2016. 320 с. (співавтор)
- Наука 21 века: консолидация науки в условиях системных социально-культурных трансформаций: коллективная монография. Харьков: Міськдрук, 2017. 432 с. (співавтор)
- Облаштування об'єктів агробізнесу: навчальний посібник. Харків: Диса Плюс, 2016. 434 с. (спвавтор).

## Відзнаки та нагороди
- знак «Відмінник технічної служби України» (2004);
- Почесна грамота Харківської обласної державної адміністрації та Харківської обласної ради (2005);
- Трудова відзнака «Знак пошани» (2009);
- Почесна грамота об'єднання профспілок Харківської області (2015);
- Почесна грамота за значний особистий внесок у пропаганду Олімпійського руху на Харківщині, розвиток фізичної культури і спорту в університеті, пропаганду здорового способу життя (2016);
- Подяка IX Міжнародної виставки «Інноватика в сучасній освіті» за активну організаційну діяльність із упровадження інновацій у оновлення змісту освіти (2017);
- Почесна грамота Х Міжнародної виставки «Сучасні заклади освіти - 2019» за вагомі досягнення в реформуванні національної системи освіти (2019);
- Подяка XI Міжнародної виставки «Інноватика в сучасній освіті» за вагомий внесок у забезпечення сучасного розвитку освіти (2019);
- Почесна відзнака Харківської обласної ради «Слобожанська слава» (2021);
- почесний знак «Відмінник освіти України» (2021).